# Landkreis Zerbst
| Basisdaten                 | Basisdaten          |
| -------------------------- | ------------------- |
| Bestandszeitraum           | 1863–1952           |
| Verwaltungssitz            | Zerbst              |
| Fläche                     | 803 km² (1933)      |
| Einwohner                  | 63.808 (1933)       |
| Bevölkerungsdichte         | 79 Einw./km² (1933) |
| Gemeinden                  | 88 (1950)           |
| Übersichtskarte von Anhalt |                     |
| Übersichtskarte von Anhalt |                     |

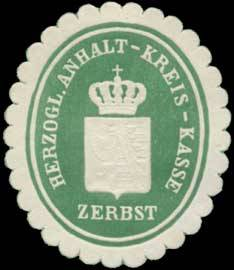
Siegelmarke H. Anhalt-Kreis-Kasse Zerbst

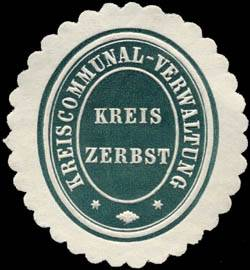
Siegelmarke Kreiscommunal - Verwaltung Kreis Zerbst

Der Landkreis Zerbst war von 1863 bis 1945 ein Landkreis in Anhalt und von 1945 bis 1952 ein Landkreis in Sachsen-Anhalt. Das Gebiet des ehemaligen Landkreises gehört heute zu den Landkreisen Anhalt-Bitterfeld und Wittenberg sowie zur kreisfreien Stadt Dessau-Roßlau.

## Lage
Der Landkreis lag zwischen der Elbe und dem Fläming nördlich von Dessau. Er grenzte an die preußischen Landkreise Calbe, Jerichow I, Zauch-Belzig und Wittenberg sowie im Süden an den anhaltischen Kreis Dessau. Zum Landkreis gehörten die zwei Exklaven Gödnitz und Dornburg.

## Geschichte
Im Herzogtum Anhalt wurden 1863 die sechs Kreise Dessau, Bernburg, Köthen, Ballenstedt, Zerbst und Coswig gebildet. Bereits 1865 wurde der Kreis Coswig aufgelöst und in den Kreis Zerbst eingegliedert. Nachdem 1918 aus dem Herzogtum Anhalt der Freistaat Anhalt geworden war, hieß der Kreis ab 1933 Landkreis Zerbst. 1935 schied die Stadt Zerbst aus dem Landkreis aus und wurde kreisfrei. Die Stadt Roßlau gehörte von 1935 bis 1946 nicht zum Landkreis, sondern war während dieser Zeit Teil der Stadt Dessau. Nach 1945 gehörte der Landkreis zunächst zur neugebildeten Provinz Sachsen-Anhalt, aus der 1947 das Land Sachsen-Anhalt wurde.
Die Gemeinden Flötz, Gehrden, Güterglück, Kämeritz, Lübs, Moritz, Prödel, Schora, Töppel und Walternienburg wurden 1946 aus dem Landkreis Jerichow I in den Landkreis Zerbst umgegliedert. Bei einer Gebietsreform im Jahr 1950 wurde die Stadt Zerbst wieder in den Landkreis eingegliedert; gleichzeitig wurde die Zahl der Gemeinden durch eine Reihe von Eingemeindungen verringert. Am 25. Juli 1952 wurden die Länder in der DDR aufgelöst und durch Bezirke ersetzt, gleichzeitig kam es zu einer umfassenden Neuordnung der meisten Landkreise. Aus der Osthälfte des Landkreises Zerbst mit den Städten Roßlau und Coswig wurde der neue Kreis Roßlau gebildet, der dem Bezirk Halle zugeordnet wurde. Die Westhälfte des Landkreises Zerbst mit den Städten Zerbst und Lindau bildete seitdem den Kreis Zerbst, der dem Bezirk Magdeburg zugeordnet wurde.

## Einwohnerentwicklung
| Jahr      |        |        |        |        |        |        |        |
| 1871      | 1890   | 1900   | 1910   | 1925   | 1933   | 1939   | 1946   |
| Einwohner |        |        |        |        |        |        |        |
| --------- | ------ | ------ | ------ | ------ | ------ | ------ | ------ |
| 36.077    | 41.964 | 53.141 | 59.316 | 62.353 | 63.808 | 34.782 | 66.947 |

## Städte und Gemeinden
Bis zur ersten Gebietsreform in der DDR im Jahre 1950 umfasste der Landkreis Zerbst drei Städte und 85 weitere Gemeinden:
- Badetz
- Badewitz
- Bias
- Bone
- Bonitz
- Bornum
- Brambach
- Bräsen
- Buhlendorf
- Buko
- Buro
- Cobbelsdorf
- Coswig, Stadt
- Deetz
- Dobritz
- Dornburg
- Düben
- Eichholz
- Flötz
- Garitz
- Gehrden
- Gödnitz
- Göritz
- Griebo
- Grimme
- Grochewitz
- Güterglück
- Hagendorf
- Hohenlepte
- Hundeluft
- Jeber-Bergfrieden
- Jütrichau
- Kämeritz
- Kerchau
- Kermen
- Kleinleitzkau
- Klieken
- Köselitz
- Krakau
- Kuhberge
- Leps
- Lietzo
- Lindau, Stadt
- Lübs
- Luko
- Luso
- Meinsdorf
- Möllensdorf
- Moritz
- Mühlsdorf
- Mühlstedt
- Mühro
- Natho
- Nedlitz
- Neeken
- Niederlepte
- Nutha
- Pakendorf
- Polenzko
- Prödel
- Pulspforde
- Pülzig
- Quast
- Ragösen
- Reuden
- Rietzmeck
- Rodleben
- Roßlau, Stadt
- Schora
- Senst
- Serno
- Stackelitz
- Steckby
- Steutz
- Straguth
- Streetz
- Strinum
- Thießen
- Töppel
- Tornau
- Trüben
- Wahlsdorf
- Walternienburg
- Weiden
- Wertlau
- Wörpen
- Zernitz
- Zieko